# Jagdzeit – Den Walfängern auf der Spur
Jagdzeit – Den Walfängern auf der Spur ist ein Dokumentarfilm aus dem Jahr 2009 der Filmemacherin Angela Graas.
Der Film hatte auf dem Dok.Fest 2009 in München Premiere und wurde dort zum Publikumsfavoriten gewählt. Es folgten Vorführungen auf weiteren Festivals, unter anderem auf dem Visions du Réel in Nyon und dem Festival des Libertées in Brüssel und auf den Hofer Filmtagen. Auf dem Filmfestival NaturVision 2009 und auf dem Filmfest Green Screen 2010 erhielt der Film jeweils den Sonderpreis der Jury.
Der deutsche Kinostart erfolgte am 14. Januar 2010, am 2. Februar die Fernsehpremiere bei arte.

## Entstehung und Inhalt

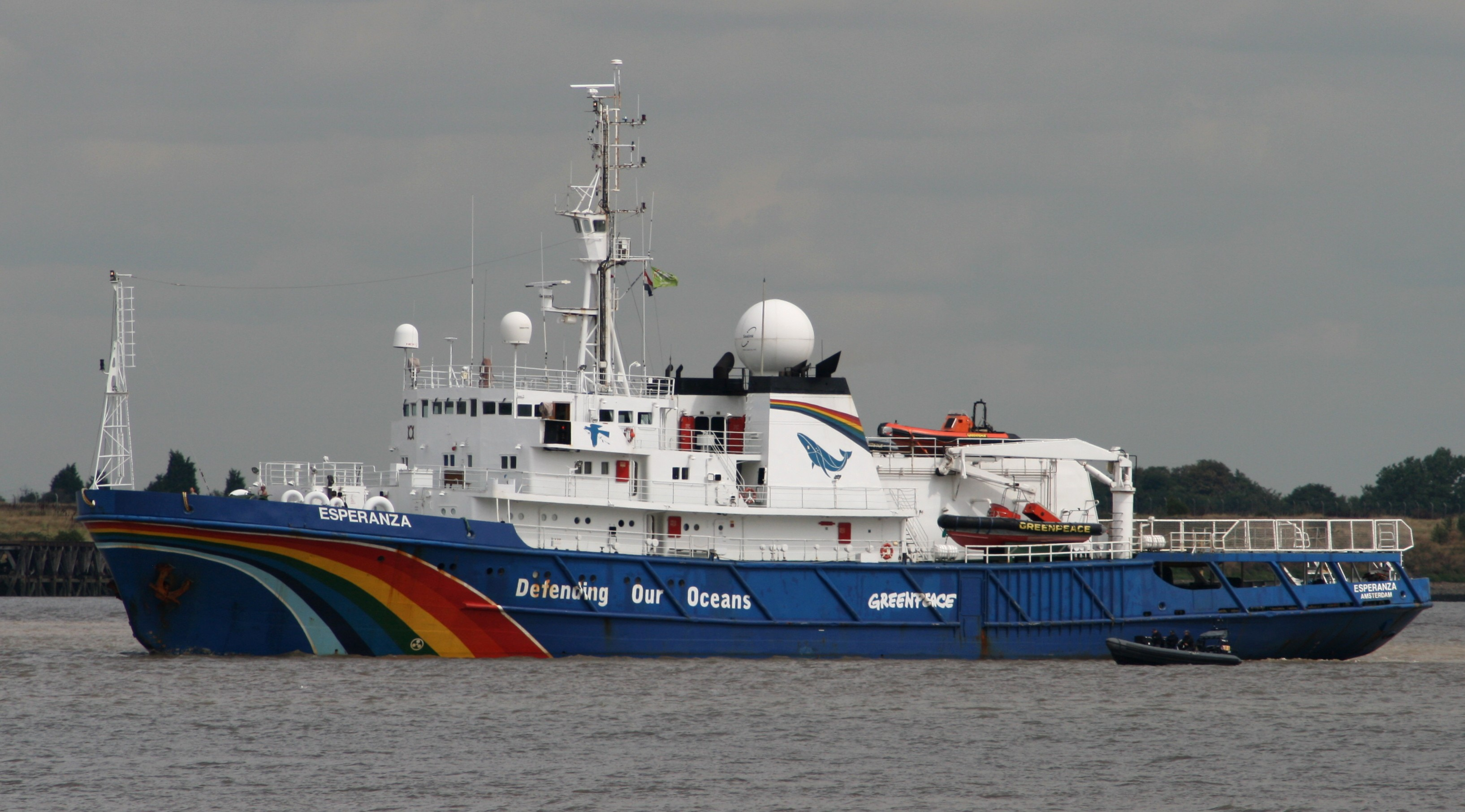
Greenpeace-Schiff Esperanza

Der in Koproduktion mit dem Bayerischen Rundfunk produzierte Film dokumentiert die Fahrt von 37 Aktivisten auf dem Greenpeace-Schiff Esperanza ins Südpolarmeer im Winter 2007/2008. Dort macht sich die Besatzung auf die Suche nach einer japanischen Walfangflotte, um das Harpunieren von Walen zu verhindern.
Das Filmteam begleitete die Aktivisten und dokumentierte die Geschehnisse. Dabei liegt der Schwerpunkt nicht nur in der Beobachtung der Aktionen, sondern insbesondere auch in der Darstellung der persönlichen Situation und Motivation der Aktivisten, die monatelange Strapazen in der Antarktis auf sich nahmen. Obwohl es den Walfanggegnern gelingt, die Jagdflotte im Eismeer aufzuspüren und deren Fänge zu behindern, scheitert die Mission letztlich nach einer wochenlangen Verfolgungsjagd, da Spritmangel die Esperanza zur Umkehr zwingt. Dagegen wird der Walfänger Nisshin Maru beim Auftanken südlich des 60. Breitengrades gezeigt, was einen Verstoß gegen das Umweltprotokoll des Antarktisvertrags darstellt.
Greenpeace hat nach Angaben der Produzenten das Entstehen des Films unterstützt, ist aber nicht an der Finanzierung oder den Inhalten des Films beteiligt.